# Саар, Эндель Августович
Эндель Августович Саар (18 мая 1928, Haimre Rural Municipality — 25 января 1987, Таллин) — советский борец вольного стиля, чемпион и призёр чемпионатов СССР, мастер спорта СССР (1955).

## Биография
Увлёкся борьбой в 1950 году. Участвовал в чемпионатах страны 10 раз. Тренировался под руководством Эдгара Пуусеппа. Выступал в средней весовой категории (до 79 кг).

## Спортивные результаты
- Чемпионат СССР по вольной борьбе 1953 года — ;
- Чемпионат СССР по вольной борьбе 1955 года — ;
- Вольная борьба на летней Спартакиаде народов СССР 1956 года — ;